# Stenophylax caspicus
Stenophylax caspicus là một loài Trichoptera trong họ Limnephilidae. Chúng phân bố ở miền Cổ bắc.